# Starcross
Starcross – wieś i civil parish w Anglii, w Devon, w dystrykcie Teignbridge, na zachodnim brzegu estuarium rzeki Exe. W 2011 civil parish liczyła 1737 mieszkańców.
We wsi znajduje się stacja kolejowa na linii Exeter – Plymouth oraz przystań promu Starcross – Exmouth.